# Dinamo Jarosław
Dinamo Jarosław (ros. Футбольный клуб «Динамо» Ярославль, Futbolnyj Kłub „Dinamo” Jarosławl) – rosyjski klub piłkarski z siedzibą w Jarosławiu.

## Historia
Chronologia nazw:
- ???–???: Dinamo Jarosław (ros. «Динамо» Ярославль)

Piłkarska drużyna Dinamo została założona w mieście Jarosław.
W 1946 zespół debiutował w Trzeciej Grupie, strefie Centralnej Mistrzostw ZSRR, w której zajął 8. miejsce.
Jednak następnie już nie uczestniczył w rozgrywkach na poziomie profesjonalnym, a występował w turniejach lokalnych, dopóki nie przestał istnieć.

## Sukcesy
- 8. miejsce w Trzeciej Grupie ZSRR, strefie Centralnej: 1946